# Wilsonova choroba
Wilsonova choroba (hepatolentikulární degenerace) je dědičné metabolické onemocnění projevující se postižením jater a centrálního nervového systému (CNS).

## Vznik onemocnění
Onemocnění způsobuje převážně geneticky zapříčiněný defekt enzymu transportujícího měď = ceruloplazmín. Tento prvek kvůli tomu není vylučován a hromadí se v tkáních lidského těla, především v játrech a mozku. Pokud je onemocnění včas diagnostikováno a léčeno, je možné jeho projevy zmírnit, zastavit, nebo jim i předejít.

## Klinické projevy
Nejčastějším projevem onemocnění je jeho neurologická forma doprovázená různorodými příznaky, mezi které patří třes, zhoršení řeči, snížená mimika, poruchy koordinace a další. V pokročilých stádiích je nemoc doprovázena psychiatrickými příznaky včetně změny chování, depresí a psychóz.
Postižení jater se projevuje nespecifickými příznaky jako jsou ikterus, poruchy srážlivosti krve, ascites, únava, projevy portální hypertenze a další. Pokud není choroba léčena, může progredovat až do jaterního selhání.
Ukládáním mědi jsou dále postiženy i další orgány, především ledviny, srdce, oči, žlázy s vnitřní sekrecí.

## Diagnostika

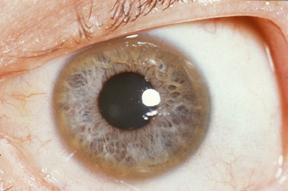
Kayser-Fleischerův prstenec je jedním ze symptomů, které mohou na Wilsonovu chorobu upozornit

Diagnostika Wilsonovy choroby se opírá o souhrn nespecifických klinických projevů postižení především jater a nervové soustavy. Typickým symptomem je Kayser-Fleischerův prstenec v oční rohovce způsobený ukládáním mědi, který je ovšem v některých případech hůře pozorovatelný.
V laboratorním vyšetření jsou důležité změny jaterních testů (zvýšené jaterní enyzymy ALT, AST, zvýšený bilirubin), nízká hladina ceruloplasminu a tedy i mědi v krvi a naopak vysoká koncentrace mědi v moči.
Na snímcích nukleární magnetické rezonance mozku jsou zvýrazněna bazální ganglia.
Histologickým vyšetřením vzorku jater může být diagnóza Wilsonovy choroby potvrzena.

## Léčba
Protože projevy nemoci způsobuje chronické působení mědi na organizmus (chronická intoxikace mědí), nejpoužívanější léčbou je snížení přísunu mědi potravou (vhodnou dietou) a podpoření vylučování mědi z organizmu – používány jsou především preparáty penicilaminu a zinku.
Možnou, ovšem velmi invazivní, formou léčby je transplantace jater.